# Anomalon canoae
Anomalon canoae là một loài tò vò trong họ Ichneumonidae.